# Semiothisa griseomarginata
Semiothisa griseomarginata är en fjärilsart som beskrevs av Max Joseph Bastelberger 1907. Semiothisa griseomarginata ingår i släktet Semiothisa och familjen mätare. Inga underarter finns listade i Catalogue of Life.